# Mark Birdwood, 3. Baron Birdwood
Mark William Ogilvie Birdwood, 3. Baron Birdwood (* 23. November 1938 in Bombay heute Mumbai, Britisch-Indien; † 11. Juli 2015) war ein britischer Peer und Politiker.

## Leben und Karriere
Birdwood war der Sohn von Christopher Birdwood, 2. Baron Birdwood, und Elizabeth Vere Drummond Ogilvie. Er besuchte das Radley College in Abingdon, Oxfordshire.
Birdwood diente bei den Royal Horse Guards und erreichte den Rang eines Second Lieutenant. Er besuchte das Trinity College der University of Cambridge, welches er mit einem Master of Arts (MA) abschloss. Birdwood hatte Führungspositionen in mehreren Industrieunternehmen inne. Zwischen 1970 und 1986 war er als Direktor von Wrightson Wood tätig. 1986 war er als Firmeninhaber auch Vorsitzender von Martlet Ltd. Von 1989 bis 1992 leitete er als Direktor Scientific Generics. Er war Vorsitzender von Worthington & Company von 1994 bis 1998. 2001 war er Vorsitzender von Steeltower Ltd. 
Am 6. Januar 1962 erbte er den Titel seines Vaters. Zwischen 1965 und 1999 beteiligte er sich mehrfach an Debatten im House of Lords. Bis zum 11. November 1999 saß er im Oberhaus, dann verlor er seinen Sitz durch den House of Lords Act 1999.

## Familie
Birdwood war seit dem 27. April 1963 mit Judith Helen Roberts verheiratet. 1964 wurde eine Tochter, Sophie Frederika, geboren. Da der 3. Baron Birdwood keine männlichen Erben hatte, erlosch mit seinem Ableben die Baronie.